# Гилович, Томас
Томас Дэшифф Гилович (англ. Thomas Dashiff Gilovich; род. в 1954 году) — американский психолог, профессор психологии Корнеллского университета, член Комитета скептических расследований и ряда престижных научных обществ. Автор научных исследований и научно-популярных книг в области социальной психологии, принятия решений и поведенческой экономики. Сотрудничал с такими известными учёными, как Даниэль Канеман, Ричард Нисбетт, Ли Росс и Амос Тверски. Ряд его публикаций, в особенности посвящённых когнитивным искажениям и покупкам на счастье, широко цитировались в СМИ.

## Ранние годы жизни и образование
Томас Гилович родился в 1954 году. Окончил Калифорнийский университет в Санта-Барбаре со степенью бакалавра искусств, затем поступил в Стэнфордский университет, планируя стать адвокатом. Однако после посещения лекций по психологии Даниэля Канемана и Амоса Тверски он изменил своё решение и решил стать психологом. В 1981 году он окончил Стэнфорд, получив степень доктора философии по психологии.

## Научная деятельность

### Исследования в области социальной и когнитивной психологии
Гилович внёс значительный вклад в такие области социальной психологии, как эвристика и исследование предубеждений. По данным Google, индекс Хирша для работ Гиловича по данной тематике равен 57; при этом учитываются только работы, написанные им единолично. Также Гиловичем написано два учебника: «Эвристика и предубеждения: Психология интуитивного суждения» (англ. Heuristics and Biases: The Psychology of Intuitive Judgment; в соавторстве с Дэйлом Гриффином и Дэниэлом Канеманом) и «Социальная психология» (англ. Social Psychology; в соавторстве с Сереной Чен, Дачером Келтнером и Робертом Нисбеттом), которые используются в качестве учебных пособий на академических курсах по психологии и социальной психологии в США.
Сам Гилович описывает цели своих исследований в этих областях следующей фразой: «как люди оценивают доказательства их повседневного опыта, чтобы выносить суждения и формы убеждения, а также вырабатывать стратегии, и как они иногда неверно оценивают доказательства и принимают неверные суждения и сомнительные формы убеждения, а также предпринимают контрпродуктивные действия» (англ. how people evaluate the evidence of their everyday experience to make judgments, form beliefs, and decide on courses of action, and how they sometimes misevaluate that evidence and make faulty judgments, form dubious beliefs, and embark on counterproductive courses of action). Отвечая на вопрос журналиста о преимуществах этой сферы своей деятельности он сказал: «Я думаю, что эта сфера обладает огромным количеством возможностей, ведь мы все время принимаем рациональные решения, и далеко не всегда они просты и даются нам легко» (англ. I think that field has an enormous amount to offer, because we make consequential decisions all the time, and they aren't always easy, we don't always do them well), добавив, что его работа — это попытка «понять, почему некоторые решения принимаются легко, а некоторые — трудно, и почему мы привыкли делать одни вещи хорошо, а другие — плохо» (англ. understand why some decisions are easy, and we tend to do certain things very well, and why some decisions are difficult, and we tend to do them poorly). По его словам, он надеется, что он и его коллеги «предоставят достаточное количество информации, чтобы помочь нам понять <вышеназванные> сложные решения, и дать людям инструменты для принятия более обоснованных решений, чтобы в дальнейшем они не шли по неверному пути» (англ. providing lots of information to help us understand those difficult decisions, and give people the tools so that they can make better decisions so they less often in life are going down paths that don't serve them well).
Наряду с чисто научными исследованиями по данной проблеме, Гилович опубликовал научно-популярную книгу «Как мы знаем, что это не так» (англ. How We Know What Isn't So). Книга получила тёплый приём: положительный отзыв о ней опубликовал в 1996 году в органе Комитета скептических расследований Skeptical Inquirer Карл Саган, назвав её «невероятной книгой». Также положительную оценку книге дал книжный обозреватель The New York Times Джордж Джонсон. В 2015 году Гилович дал интервью, где подробнее остановился на некоторых вопросах, поднятых в своей книге; в частности, он назвал склонность к подтверждению своей точки зрения «матерью всех заблуждений».

### Исследования в области когнитивных искажений и эвристики

#### Эффект горячих рук
В 1985 году Гилович, совместно с Амосом Тверски, опубликовал статью «Горячая рука в баскетболе: Неверное восприятие случайных событий» (англ. The Hot Hand in Basketball: On the Misperception of Random Sequences). В ней учёные ввели понятие «эффекта горячих рук», заключающегося в том, что человек, достигший единоразового успеха в каком-либо виде деятельности (например, во взятом в качестве примера баскетболе), в дальнейшем повторяет этот успех. В 2015 году это понятие подверглась критике со стороны ряда учёных, утверждавших, что никакой связи между первоначальными и дальнейшими успехами баскетболистов нет и это лишь случайность, а Гилович и Тверски сами пали жертвой когнитивной предвзятости при интерпретации данных в ходе своего исследования. Гилович, в свою очередь, указал критикам, что в его исследовании была достаточно большая выборка данных, что значительно уменьшает возможность случайности. Поддержку Гиловичу оказал невролог Стивен Новелла.

#### Эффект прожектора
В 2000 году Гилович, в статье, опубликованной в соавторстве с двумя его аспирантами, введён термин «эффект прожектора», обозначающий тенденцию людей к переоценки заметности себя и собственных действий со стороны окружающих". Для статьи Гилович и его соавторы провели эксперимент, попросив студентов войти в комнату с незнакомыми людьми, надев перед этим футболку с изображением Барри Манилоу. После этого участников эксперимента спросили, узнали ли люди в комнате лицо, изображённое на футболке; примерно половина участников утверждала, что признали, тогда как на самом деле число признавших было лишь около 20 процентов.

#### Слепое пятно предубеждений
Понятие «слепое пятно предубеждений» введено Гиловичем в нескольких исследованиях, написанных им в соавторстве.. Оно означает тенденцию к признанию людьми предубеждений в других, но не в самом себе. По данным этих исследований, люди склонны считать, что их личное отношение к тому или иному вопросу является верным, при этом подвергая критике людей, придерживающихся иных взглядов; также было обнаружено, что люди зачастую смотрят на внешнее поведение других при оценке их действий, но не анализируют при этом своё собственное поведение. В одном из интервью Гилович привёл, в подтверждение своей теории, два примера: старшие и младшие дети в семье, считающие, что родители уделяют им недостаточно внимания, а также демократы и республиканцы, считающие, что выборщиков симпатизируют их конкурентам.

#### Иллюзия кластеров
Гиловичу принадлежит авторство теории иллюзии кластеров, которая заключается в том, что люди часто видят кластеры (то есть закономерности) в абсолютно случайных наборах данных. В книге «Как мы знаем, что это не так» он приводит два примера: случайная последовательность символов «xoooxoooxooxxxoxxoo», в которой большинство опрошенных людей видели те или иные закономерности, а также случайное выпадение на игральной кости одного и того же числа 4 раза подряд, которому опрошенные также придумывали объяснения.

#### Иллюзия прозрачности
В 1998 году, опираясь на свои исследования эффекта прожектора, Гилович, совместно с двумя соавторами, открыл ещё одну закономерность — иллюзию прозрачности, то есть тенденцию людей переоценивать свою способность понимать других и способность других понимать себя. Он провёл исследование, в котором подопытные читали вопросы с карточек и отвечали на них вслух; при этом они могли как говорить правду, так и лгать. По итогам эксперимента, половина солгавших думала, что их поймали на лжи, хотя на самом деле поймали лишь четверть испытуемых. В ходе исследования также было открыто, что люди, сталкиваясь с чрезвычайной ситуацией в своей жизни, часто ошибочно видят, что другие люди сочувствуют им или переживают подобное; при этом сами они зачастую принимают подчеркнуто беспечный вид — здесь работает эффект свидетеля.

#### Сожаление
Мы эволюционировали, чтобы стать существами, стремящимися к цели. Вы будете больше сожалеть о тех вещах, которые не сделали, чем о тех, которые сделали.
Оригинальный текст (англ.)We evolved to be goal-striving creatures. You'll regret more the things that you didn't do than the things you did
— Томас Гилович
В 1994 году Гилович исследовал причины сожаления. Им было установлено, что в краткосрочной перспективе люди жалеют чаще о сделанных вещах, а в долгосрочной — о несделанных.

#### Эффект привязки
Совместно с Амосом Тверски и Дэниэлом Канеманом, Гилович исследовал эффект привязки, особенность оценки числовых значений человеком, из-за которой оценка смещается в сторону начального приближения. В исследовании, проведённым совместно с Николасом Эпли, он обнаружил, несколько возможных проявлений эффекта привязки; в другом исследовании было обнаружено, даже после обнаружения человеком ошибочности привязки информации она продолжает влиять на итоговый результат.

#### Самосдерживание
В социальной психологии Гиловичем был обнаружен феномен самосдерживания, проявляющийся, когда люди осознанно отказываются от совершения неких действий, боясь, что эти действия нанесут ущерб их чувству собственного достоинства и выдумывая вымышленные препятствия, чтобы их не делать. Эти препятствия могут быть как реальными (например, не идти учиться в университет из страха учиться плохо, либо не пить, боясь стать алкоголиком), так и вымышленными. По утверждению Гиловича, подобна стратегия распространена среди спортсменов, студентов и учёных и часто выходит боком для применяющих её.

### Исследования в области поведенческой экономики
Гилович известен не только как психолог, но и как специалист в области поведенческой экономики. Его перу принадлежит научно-популярная книга «Мудрейший человек в комнате: Как вы можете пользоваться важнейшими достижениями социальной психологии» (англ. The Wisest One in the Room: How You Can Benefit from Social Psychology's Most Powerful Insights). В интервью с радиоведущим Брайаном Лерером, Гилович заявил, что в этой книге он затрагивает проблему разницы между интеллектом и мудростью, а также негативное воздействие неравенства доходов на счастье и мотивацию. Журнал Kirkus Reviews дал книге положительную оценку.

#### Покупки, основанные на опыте
Основная тема работ Гиловича по поведенческой экономике — это важность опыта при приобретении материальных вещей. В работе, написанной в соавторстве с Лифом ван Бовеном, он пишет, что при приобретении товаров люди очень часто полагаются на прошлый опыт по приобретению этих товаров, и если он был положительным (например, если у клиента осталось приятное впечатление от общения с продавцом), то шанс, что человек захочет ещё раз купить эту вещь существенно возрастает. По словам учёного, покупки, основанные на опыте ведут к упрочению коммуникации между людьми и способствуют просоциальному поведению. Работа Гиловича в области покупок, основанных на опыте также была хорошо оценена его коллегами; так, специалист по поведенческой экономике Джеймс Хамблин в статье в журнале The Atlantic называл Гиловича пионером в этой области.

## Награды и признание
- Член Комитета скептических расследований[36].
- Член Американской академии искусств и наук
- Член Американской психологической ассоциации
- Член Ассоциации психологической науки
- Член Общества экспериментальной социальной психологии[англ.]
- Член Общества личности и социальной психологии[англ.]
- Лауреат Расселовской награды за выдающуюся преподавательскую работу от Корнеллского университета (1998—1999)[37][38].

## Личная жизнь
Томас Гилович женат на Карен Дашифф Гилович, в их семье две дочери — Илана и Ребекка.

## Публикации

### Книги
- Gilovich, T., & Ross, L. (2015). The wisest one in the room: How you can benefit from social psychology’s most powerful insights. New York: Simon & Schuster. ISBN 978-1-4516-7754-6
- Gilovich, T., Keltner, D., & Nisbett, R.E. Social Psychology. New York: W.W. Norton. ISBN 0-393-97875-3
- Gilovich, T., Griffin, D. W. & Kahneman, D. (Eds.). (2002). Heuristics and Biases : The Psychology of Intuitive Judgment. New York: Cambridge University Press. ISBN 0-521-79679-2
- Belsky, G., & Gilovich, T. (1999). Why smart people make big money mistakes-and how to correct them: Lessons from the new science of behavioral economics. New York: Simon and Schuster. ISBN 0-684-85938-6
- Gilovich, T. (1991). How we know what isn’t so: The fallibility of human reason in everyday life. New York: The Free Press. ISBN 0-02-911706-2. Summary.

### Журнальные статьи
- Epley, N. Putting adjustment back in the anchoring and adjustment heuristic: differential processing of self-generated and experimenter-provided anchors (англ.) // Psychological Science : journal. — 2001. — September (vol. 12, no. 5). — P. 391—396. — doi:10.1111/1467-9280.00372. — PMID 11554672.
- Epley, N. Empathy neglect: reconciling the spotlight effect and the correspondence bias (англ.) // Journal of Personality and Social Psychology : journal. — 2002. — August (vol. 83, no. 2). — P. 300—312. — doi:10.1037/0022-3514.83.2.300. — PMID 12150229.
- Frank, M.G. The dark side of self- and social perception: black uniforms and aggression in professional sports (англ.) // Journal of Personality and Social Psychology : journal. — 1988. — January (vol. 54, no. 1). — P. 74—85. — doi:10.1037/0022-3514.54.1.74. — PMID 3346809.
- Gilovich, Thomas. Seeing the past in the present: The effect of associations to familiar events on judgments and decisions (англ.) // Journal of Personality and Social Psychology : journal. — 1981. — Vol. 40, no. 5. — P. 797—808. — doi:10.1037/0022-3514.40.5.797.
- Gilovich, T. The experience of regret: what, when, and why (англ.) // Psychological Review : journal. — 1995. — April (vol. 102, no. 2). — P. 379—395. — doi:10.1037/0033-295x.102.2.379. — PMID 7740094.
- Gilovich, T. The spotlight effect in social judgment: an egocentric bias in estimates of the salience of one's own actions and appearance (англ.) // Journal of Personality and Social Psychology : journal. — 2000. — February (vol. 78, no. 2). — P. 211—222. — doi:10.1037/0022-3514.78.2.211. — PMID 10707330.
- Gilovich, T. The illusion of transparency: biased assessments of others' ability to read one's emotional states (англ.) // Journal of Personality and Social Psychology : journal. — 1998. — August (vol. 75, no. 2). — P. 332—346. — doi:10.1037/0022-3514.75.2.332. — PMID 9731312.
- Gilovich, Thomas. The hot hand in basketball: On the misperception of random sequences (англ.) // Cognitive Psychology : journal. — 1985. — July (vol. 17, no. 3). — P. 295—314. — doi:10.1016/0010-0285(85)90010-6.
- Libby, L.K. Here's looking at me: the effect of memory perspective on assessments of personal change (англ.) // Journal of Personality and Social Psychology : journal. — 2005. — January (vol. 88, no. 1). — P. 50—62. — doi:10.1037/0022-3514.88.1.50. — PMID 15631574.
- Pronin, E. Objectivity in the eye of the beholder: divergent perceptions of bias in self versus others (англ.) // Psychological Review : journal. — 2004. — July (vol. 111, no. 3). — P. 781—799. — doi:10.1037/0033-295x.111.3.781. — PMID 15250784.
- Van Boven, L. To do or to have? That is the question (англ.) // Journal of Personality and Social Psychology : journal. — 2003. — December (vol. 85, no. 6). — P. 1193—1202. — doi:10.1037/0022-3514.85.6.1193. — PMID 14674824.